# Sefer Raziel

Le Sefer Raziel, ou Sefer Raziel HaMalakh (en hébreu ספר רזיאל המלאך) est un recueil de textes médiévaux de pratiques magiques et kabbalistiques, qui aurait selon la légende été révélé à Adam par l'archange Raziel, mais probablement écrit ou compilé par Éléazar de Worms (1176-1238)

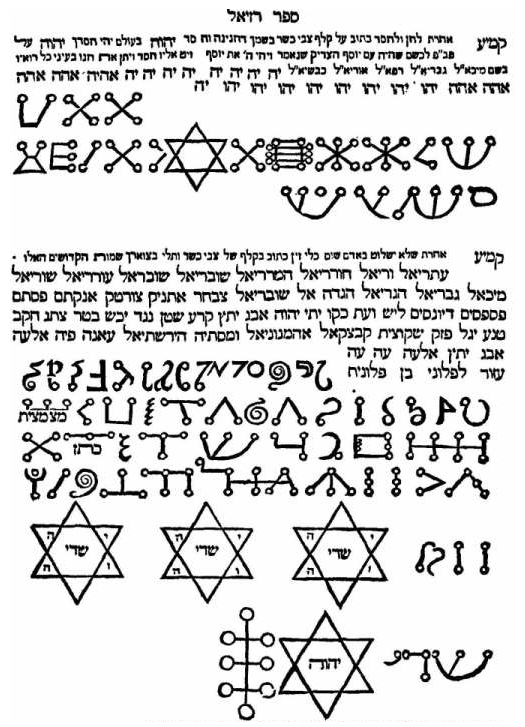
Page du Sefer Raziel HaMalakh.

La première édition a été faite en hébreu en 1701 à Amsterdam.

## Histoire
Beaucoup de mythes entourent le Sefer Raziel. Mais il est probable que l'auteur Eleazar de Worms ait compilé un ensemble de textes différents, dont certains pourraient remonter à l'Antiquité. Le Sefer Raziel rentre ainsi dans le mouvement du hassidisme médiéval, à une époque où les juifs sont persécutés et tentent de faire survivre leur mystique. 
Les traces historiques du livre, en tant que tel, ne remonte pas avant le XIIIe siècle. Son titre est mentionné dans un autre ouvrage l'épée de Moïse : un livre apocryphe de l'Antiquité tardive de magie kabbalistique, datant du XIIIe – XIVe siècle, par Moses Gaster.

### Liber Razielis Archangeli
La version latine la plus connue du Liber Razielis fut vraisemblablement réalisée dans l'entourage d'Alphonse X de Castille. Elle comporte sept livres, dont deux sont des traductions de l'hébreu : le Liber Samayn et le Liber Temporum. Leur source hébraïque, le Sefer ha-Razim (Livre des Mystères), a également servi de source au Sefer Raziel publié à Amsterdam en 1701.  
Ce Liber Razielis latin traduit sous le règne d'Alphonse X de Castille a servi de modèle au XVIe siècle à une traduction anglaise, publiée par Stephen Skinner.

### Influences
Le Sefer Raziel a inspiré une partie importante de l'ésotérisme kabbalistique, comme avec l'Heptameron de Pierre d'Abano.

## Éditions
- רזיאל המלאך. Amsterdam (1701) Chabad-Lubavitch Library. (Lire en ligne)
- Steve Savedow (trad.), Sepher Rezial Hemelach: The Book of the Angel Rezial, Red Wheel/Weiser (2000),  (ISBN 978-1-57863-193-3).
- Giovanni Grippo (trad.), Sepher Raziel: Das Buch des Erzengels Raziel (Allemand/Hébreu), G. G. Verlag (2009),  (ISBN 978-3-9810622-4-3).
- Giovanni Grippo (trad.), Sepher Raziel ha Malakh: Book of Raziel (Anglais/Hébreu), G. G. Publisher (2010),  (ISBN 978-3-9810622-7-4).
- HieroSolis (trad.), Sepher Raziel (Français), Hermesia (2017), (ISBN 979-1094877036).